# Jimmy Herget
Jimmy Matthew Herget (Tampa, Florida, 9 de septiembre de 1993), más conocido como Jimmy Herget, es un jugador profesional estadounidense de béisbol que se desempeña en la posición de lanzador en Colorado Rockies, equipo de las Grandes Ligas de Béisbol (MLB).

## Carrera
Herget hizo su debut en la MLB con el equipo Cincinnati Reds, en el cual jugó una temporada (2019), después pasó a Texas Rangers (2020-2021), luego a Los Angeles Angels (2021-2023), posteriormente a Atlanta Braves (2024), y finalmente, a Colorado Rockies.